# نصر بيروسي

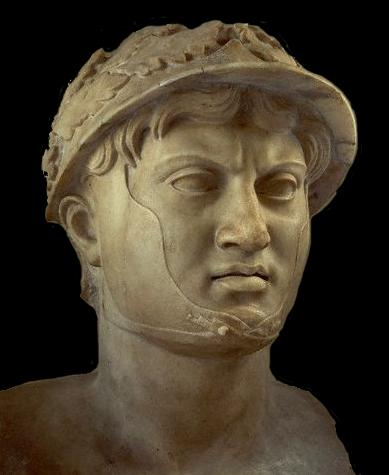
بيروس الإبيري الذي أُشتَق المُصطَلح من اسمه بَعدَ حربه مَع الرومان.

نَصر بَيروسِي (نسبة إلى بيروس الإبيري) أو النصر باهظ الثمن مصطلح عسكري يرمز للانتصار مع تكبد خَسائر كَبيرة حتى أنه يرقى إلى مَرتَبة الهَزيمة. يؤدي النصر الباهظ الثمن إلى خسائر فادحة تلغي أي شعور حقيقي بالإنجاز أو تقوض تقدم المُنتَصر على المدى الطويل.
نشأ المُصطَلح نسبة إلى بيروس الإبيري ، الذي أدى انتصاره ضد الرومان في معركة أسكولوم عام 279 قبل الميلاد إلى تدمير أغلب جَيشه ، مما أدى إلى إنهاء حملته.

## أمثلة
مَعْرَكة أسكَولومْ (منها بدأت التَسمية)
مَعْرَكة هَيراكِليا
مَعْرَكة مَالبلاكِيت
مَعْرَكة شنِسلورسفَيل
مَعْرَكة غَيتيسبُيرغ
مَعْرَكة أوَاراير